# Semionotiformes
A Semionotiformes a sugarasúszójú halak (Actinopterygii) osztályához tartozó kihalt rend.

## Rendszerezés
- Semionotidae (Carroll, 1988)
  - Alleiolepis
  - Aphelolepis
  - Enigmatichthys
    - Enigmatichthys attenuatus

  - Eosemionotus
    - Eosemionotus vogeli (Fritsch, 1906)
    - Eosemionotus ceresiensis

  - Paracentrophorus
    - Paracentrophorus madagascariensis

  - Orthurus
    - Orthurus sturii

  - Aetheolepis
    - Aetheolepis mirabilis (Woodward)

  - Angolaichthys
    - Angolaichthys lerichei (Murray, 2000)

  - Asialepidotus
    - Asialepidotus shingyiensis (Su, 1959)

  - Corunegenys (Wade 1942) 
    - Corunegenys bowralensis

  - Pericentrophorus
    - Pericentrophorus minimus (Jörg, 1969)

  - Paradapedium
    - Paradapedium egertoni

  - Prionopleurus (Fischer de Waldheim, 1852)
  - Pericentrophus
    - Pericentrophus minimus

  - Pristiosomus (Priem, 1924)
  - Sinosemionotus
    - Sinosemionotus urumchii (Yuan & Koh, 1936)

  - Serrolepis (Quenstedt, 1885) 
    - Serrolepis suevicus (Dames, 1888)

  - Semiolepis (Cristina Lombardo & Andrea Tintori, 2005)  
    - Semiolepis brembanus
- Dapediidae
  - Dandya
    - Dandya ovalis (Karmberger, 1905)

  - Hemicalypterus (Schaeffer, 1967) 
    - Hemicalypterus weiri

  - Heterostropheus
    - Heterostropheus latus

  - Sargodon
    - Sargodon tomicus

  - Tetragonolepis
    - Tetragonolepis oldhami
    - Tetragonolepis semicinctus
    - Tetragonolepis discur
- Acentrophoridae
  - Acentrophorus
    - Acentrophorus varians
    - Acentrophorus hussakofi
- Semionotidae (Woodward, 1890)
  - Semionotus (Agassiz, 1832) 
    - Semionotus bergeri
    - Semionotus kapffi
    - Semionotus normanniae
    - Semionotus canabensis
    - Semionotus tenuiceps
    - Semionotus micropterus
    - Semionotus elegans
    - Semionotus minor
    - Semionotus kanabensis (Schaeffer & Dunkle, 1950)

  - Austrolepidotes
    - Austrolepidotes cuyanus

  - Araripelepidotes
    - Araripelepidotes temnurus (Agassiz, 1841)

  - Pliodetes
    - Pliodetes nigeriensis

  - Paralepidotus
    - Paralepidotus ornatus